# Acanthodactylus tilburyi
Acanthodactylus tilburyi е вид влечуго от семейство Гущерови (Lacertidae). Видът е незастрашен от изчезване.

## Разпространение
Разпространен е в Йордания и Саудитска Арабия.

## Описание
Популацията им е стабилна.